# Bertel Strömmer
Bertel Evert Strömmer (né le 11 juillet 1890 à Ikaalinen – mort le 18 mai 1962 à Tampere) est un architecte finlandais.

## Biographie
Bertel Strömmer passe son baccalauréat en 1908 et son diplôme d'architecte en 1913. 
Il travaille dans divers bureaux d'architectes jusqu'en 1918, puis comme architecte de la ville de Tampere de 1918 à 1953, après avoir été assistant architecte de la ville pendant trois ans. 
Bertel Strömmer a conçu plus de deux cents bâtiments privés et publics, la plupart à Tampere. Les œuvres de Bertel Strömmer les plus connues sont l'hôtel Tammer et la gare routière de Tampere, ainsi que l'hôtel de ville de Kemi. 
Strömmer a également conçu la villa Aaututus à Hämeenkyrö, pour son camarade de classe Frans Emil Sillanpää.

## Ouvrages

### Ouvrages à Tampere
- Maison de la compagnie maritime, 1908
- Maison de Nappari, 1920,[2]
- Terrain de sport de Pyynikki, 1922,[3]
- Otavallanhovi, 1924,[4]
- Voisins de la maison kilomètre, [5]
- Hôtel Tammer, Tampere – 1928[6],
- Maison Tuulensuu, Tampere, 1928[6],
- Gare routière de Tampere, 1929[7],
- Centrale électrique de la chute centrale, Tampere – 1931[6],
- Maison Hjort, 1934[8]
- Hôpital de Hatanpää, Tampere − 1935[6],
- Bâtiment de l'hôtel Emmaus, Tampere, 1936
- Centrale électrique de la chute aval, Tampere 1937[6],
- Immeuble de la Kansallis-Osake-Pankki, (modifications), 1938,
- Maison Tempo, Tampere 1938[6],
- Gare routière de Tampere – 1938 (avec Jaakko Laaksovirta)[6],
- Hôpital universitaire de Tampere – 1939 (avec Mikael Nordenswan)[9],
- École professionnelle de Tampere − 1939[6],
- Lycée réel de Tampere (agrandissement) - 1939
- Maison Huber – 1947–1948[6],
- École de commerce (modifications), 1950–1951,
- Église pentecôtiste de Tampere (fi) – 1956 (avec Pentti Turunen)[6],
- Résidence des étudiants Domus YKK – 1961 (avec Goony Strömmer)[10],

### Autres ouvrages
- Villa Aaututus à Hämeenkyrö
- Mairie de Kemi, Kemi – 1940[6]
- Centrale hydroélectrique de Merikoski, Oulu – 1941–1947
- Rénovation de l'église de Kiikka, Kiikka, 1937−1952
- Mémorial de l'église de Pälkäne
- Mémorial de l'église de Teisko, 1951
- Bibliothèque municipale, Hämeenlinna, 1924

## Galerie

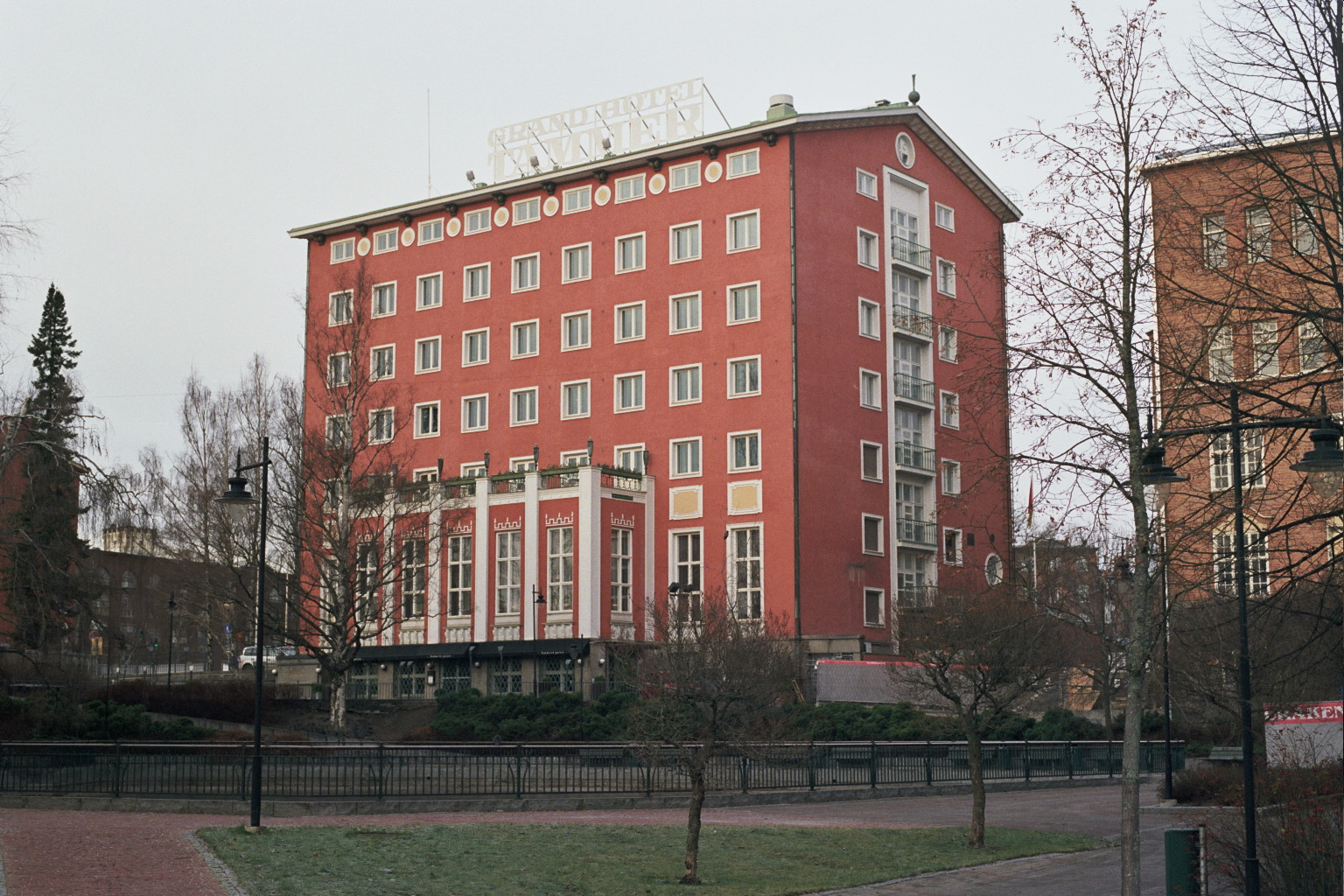
Hôtel Tammer.
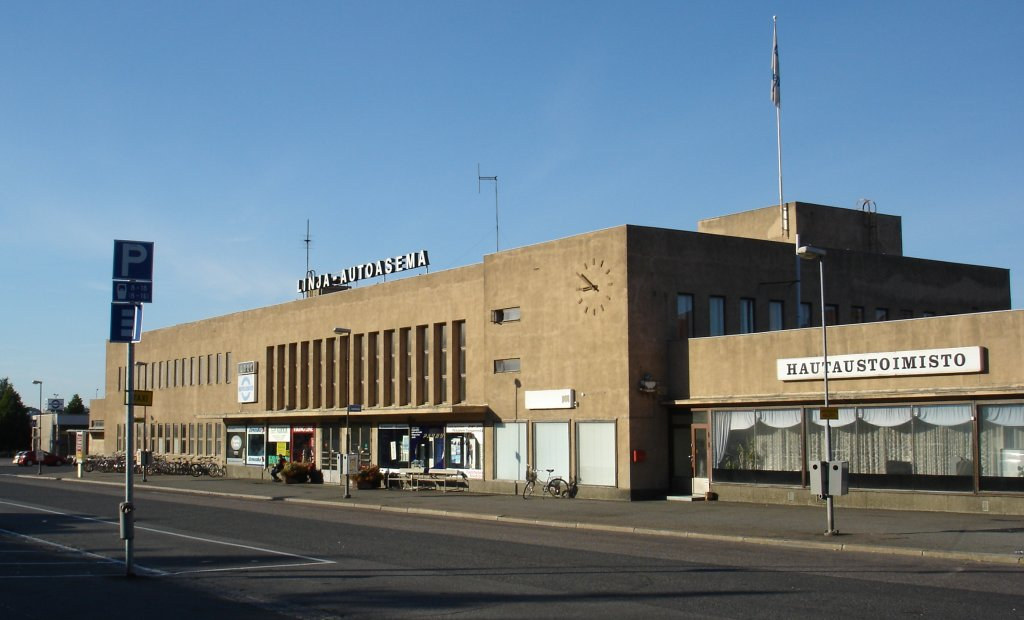
Gare routière de Tampere.
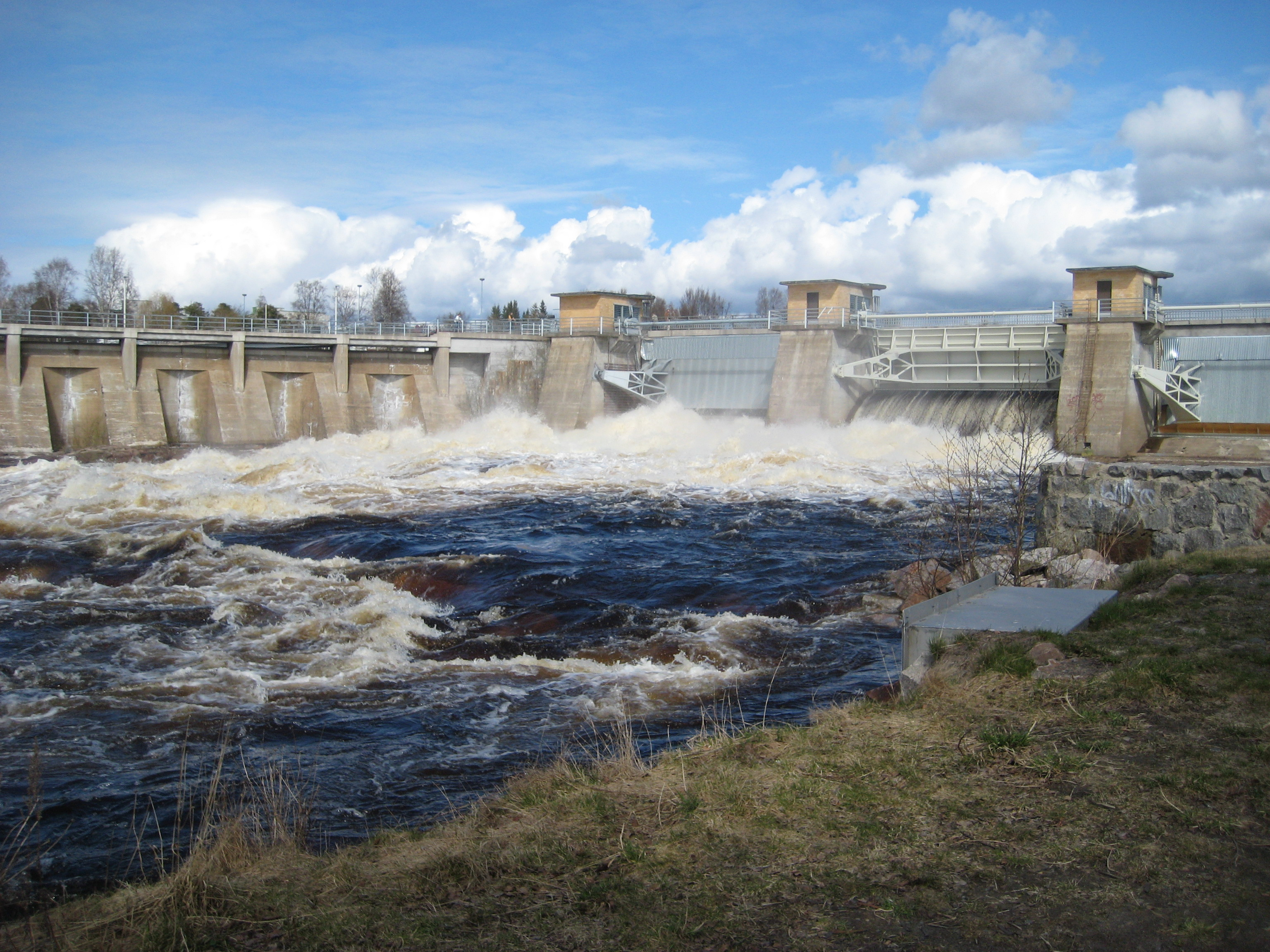
Centrale hydroélectrique de Merikoski.
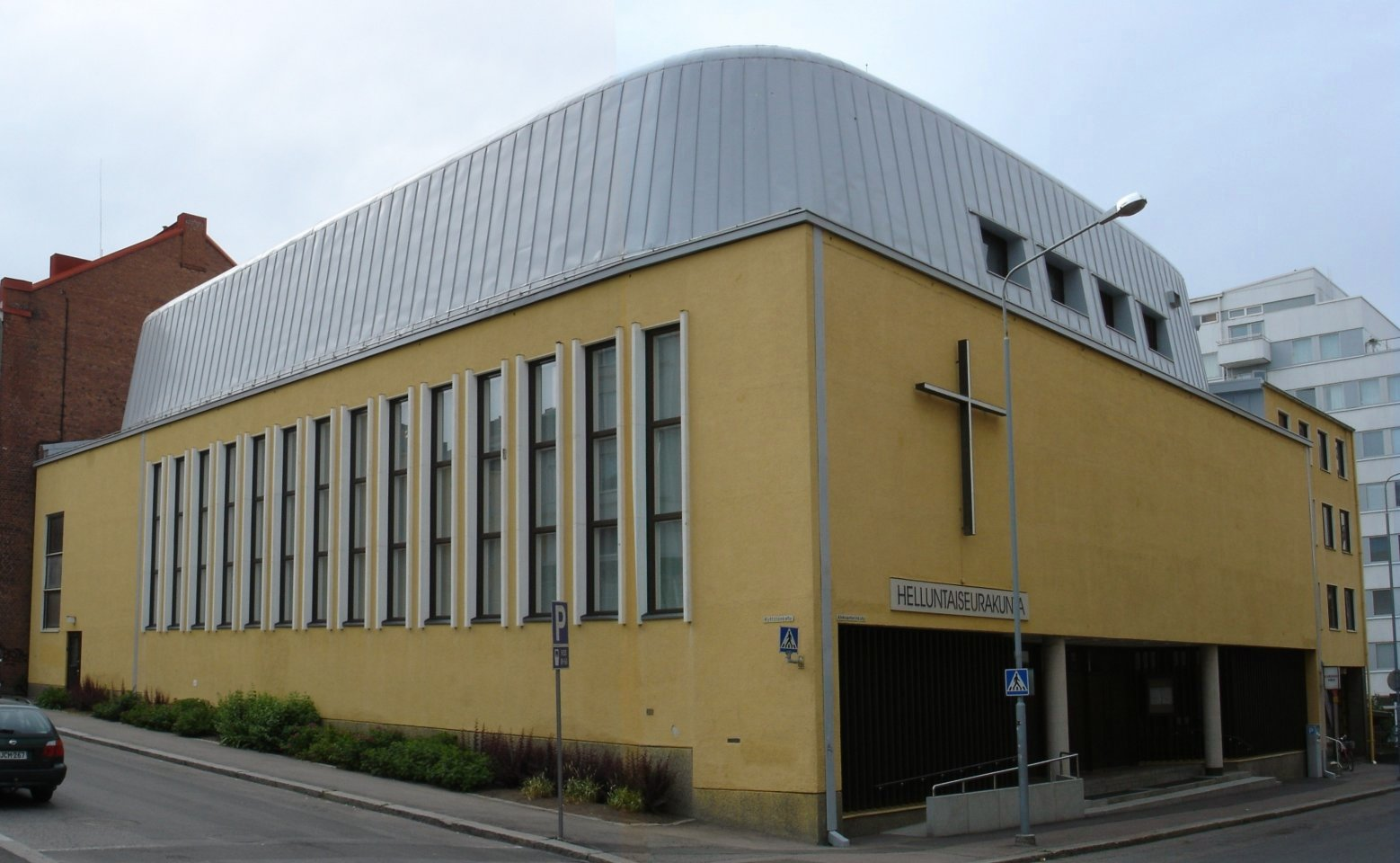
Église pentecôtiste de Tampere (fi).
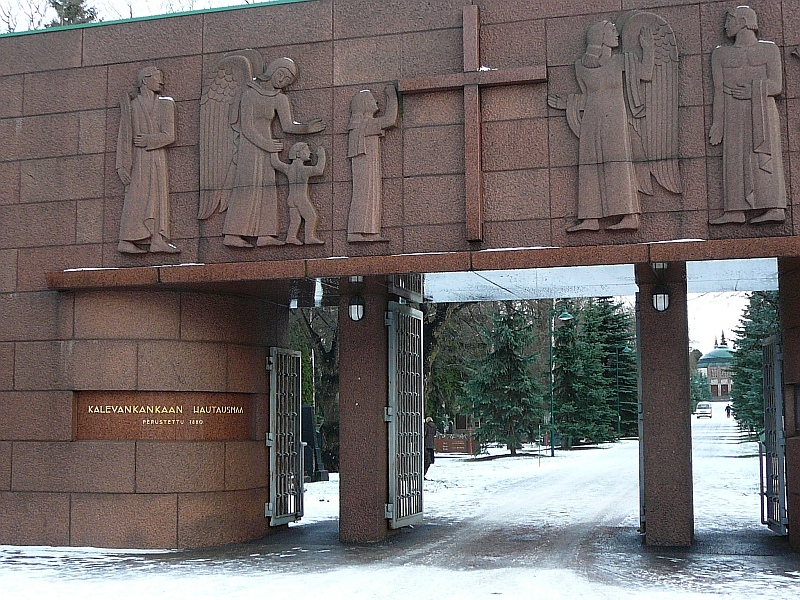
Portail du cimetière de Kalevankangas
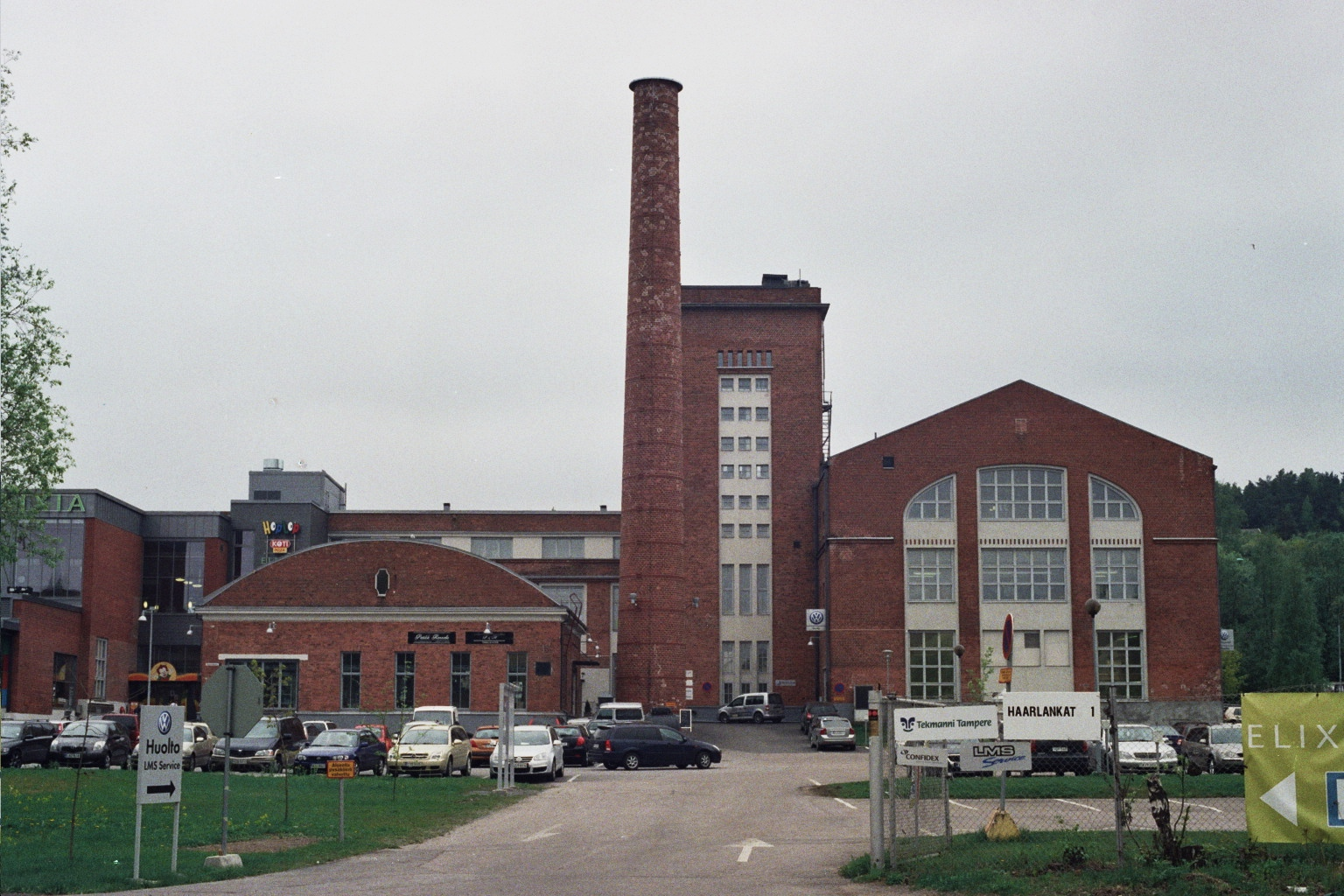
Papeterie Haarla.
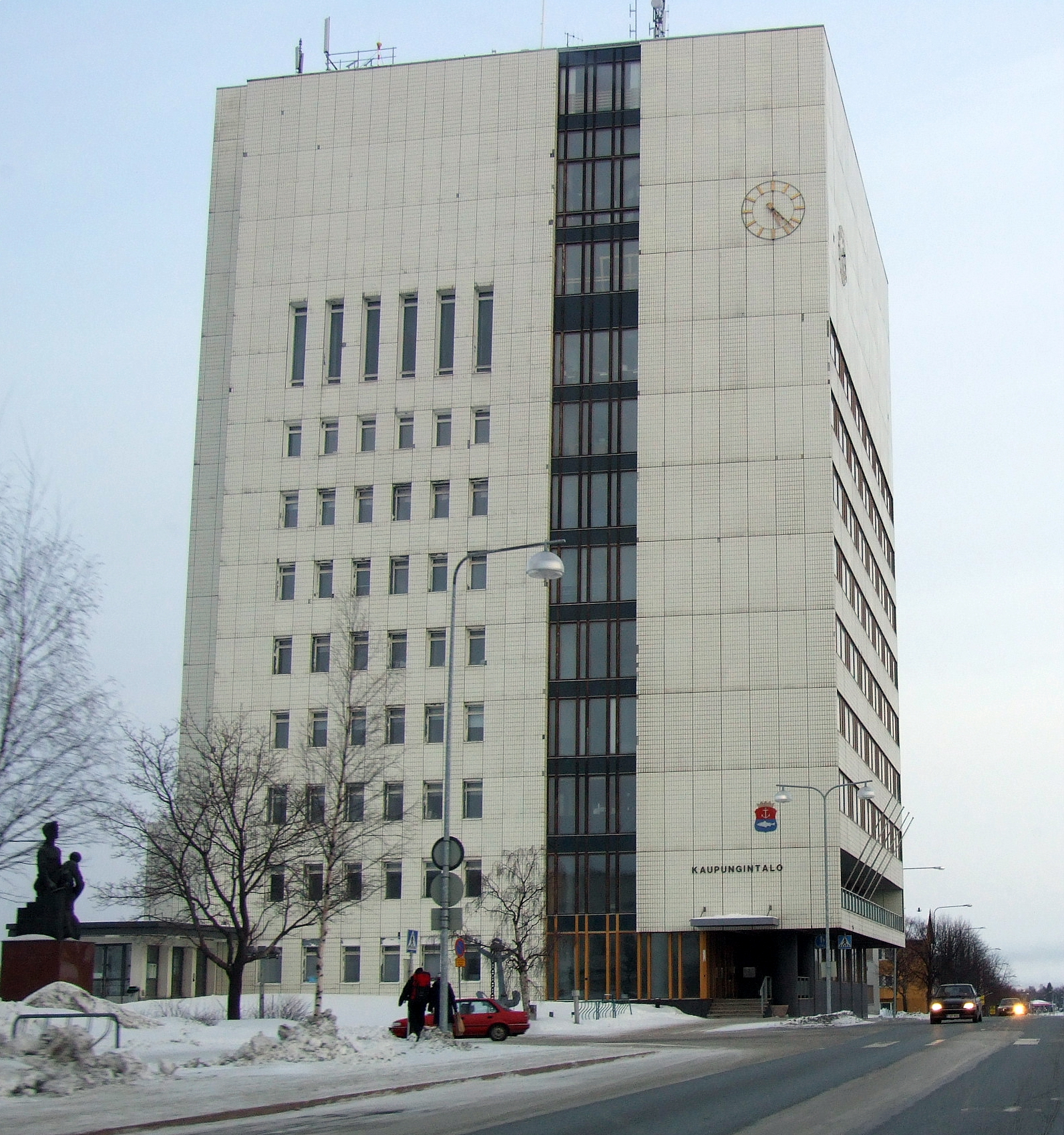
Mairie de Kemi.
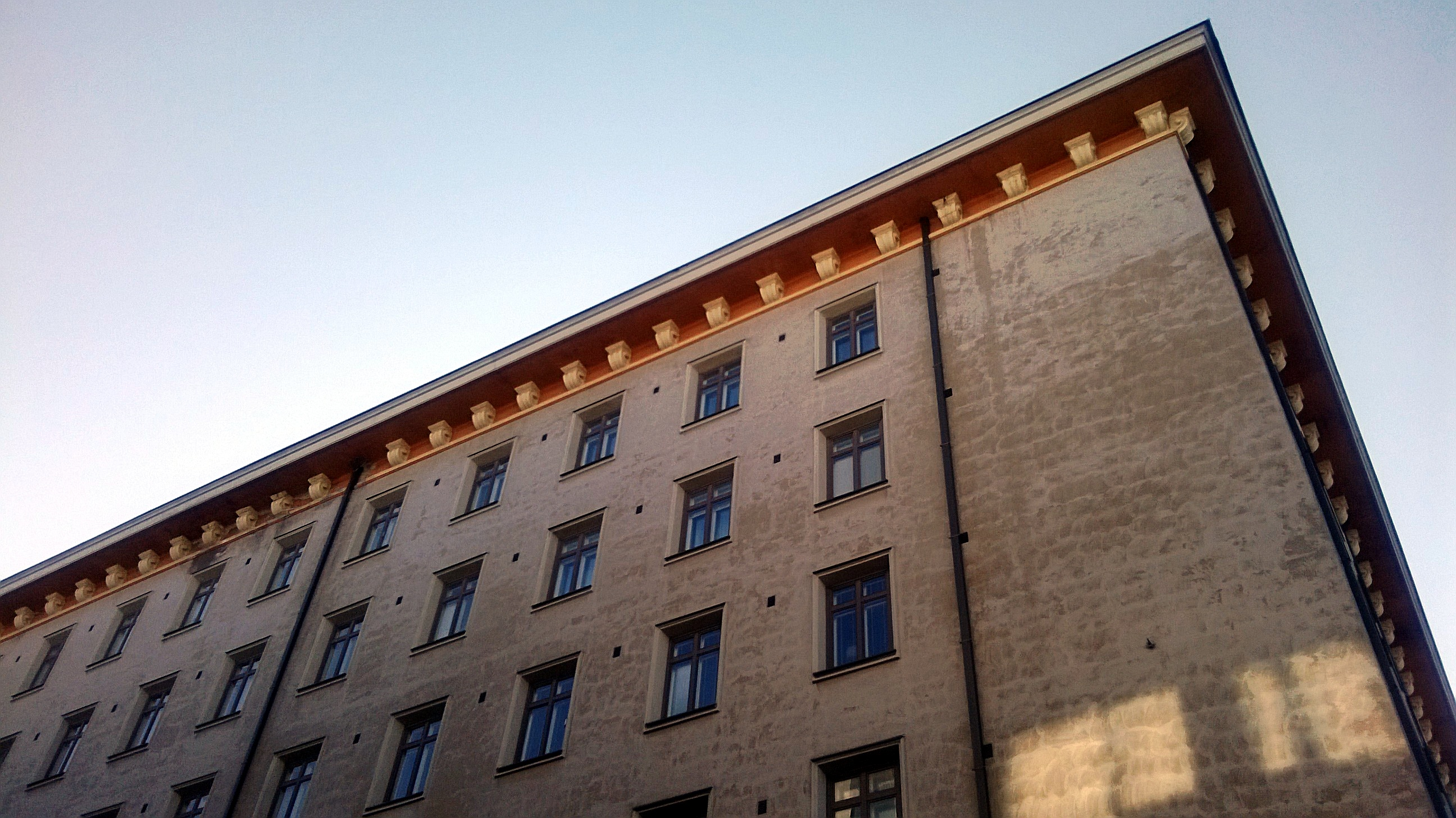
Maison Tuulensuu.
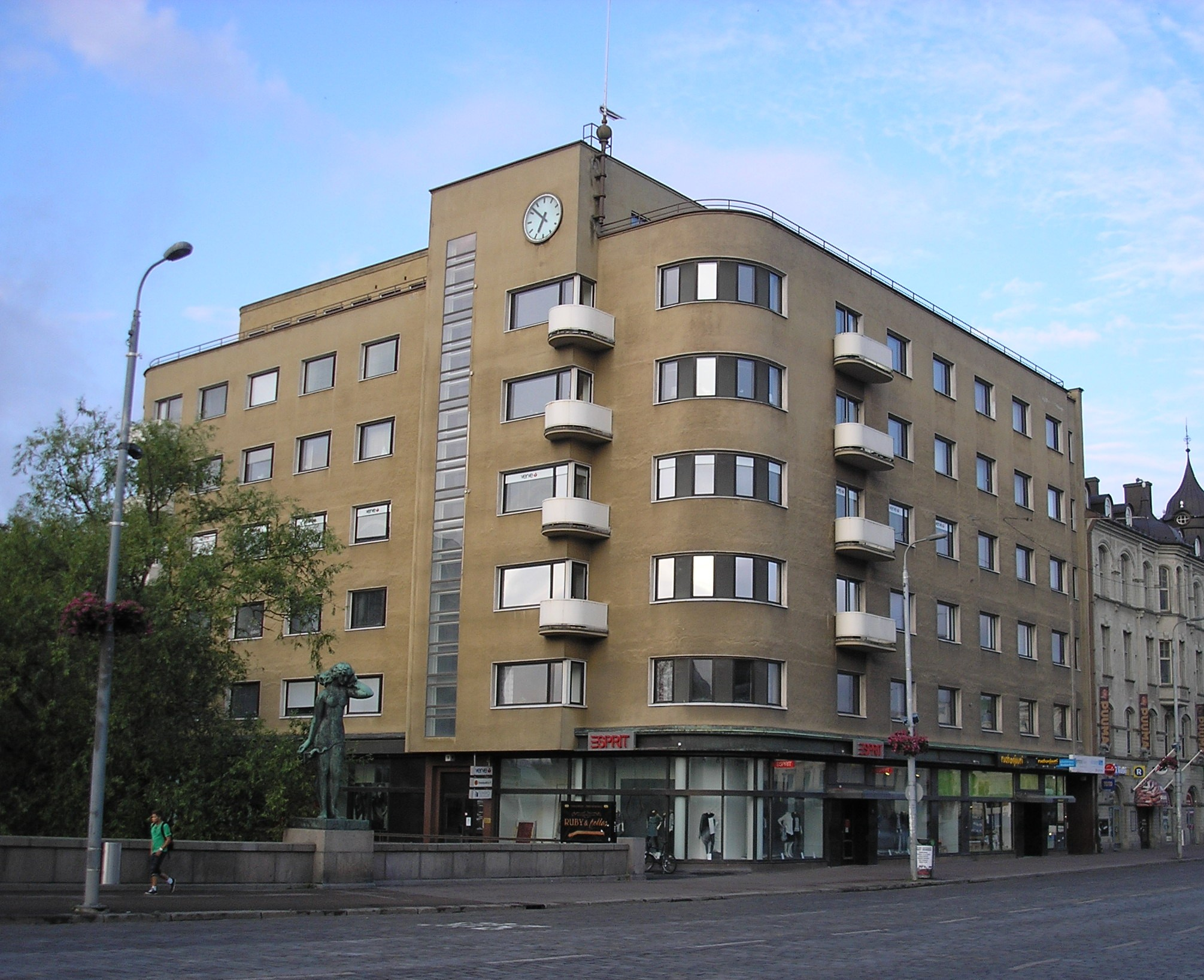
Maison Tempo
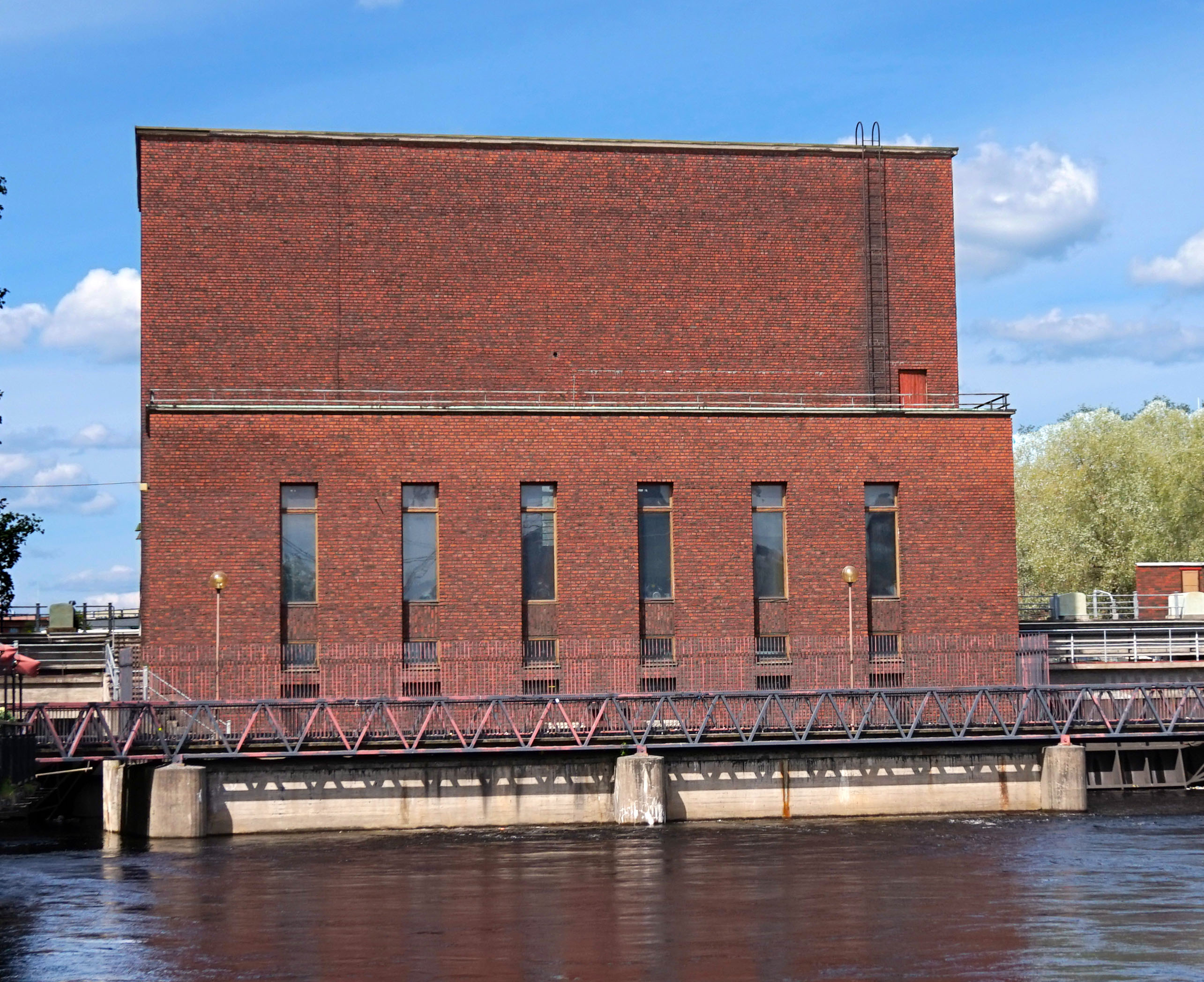
Centrale hydroélectrique d'Alakoski.
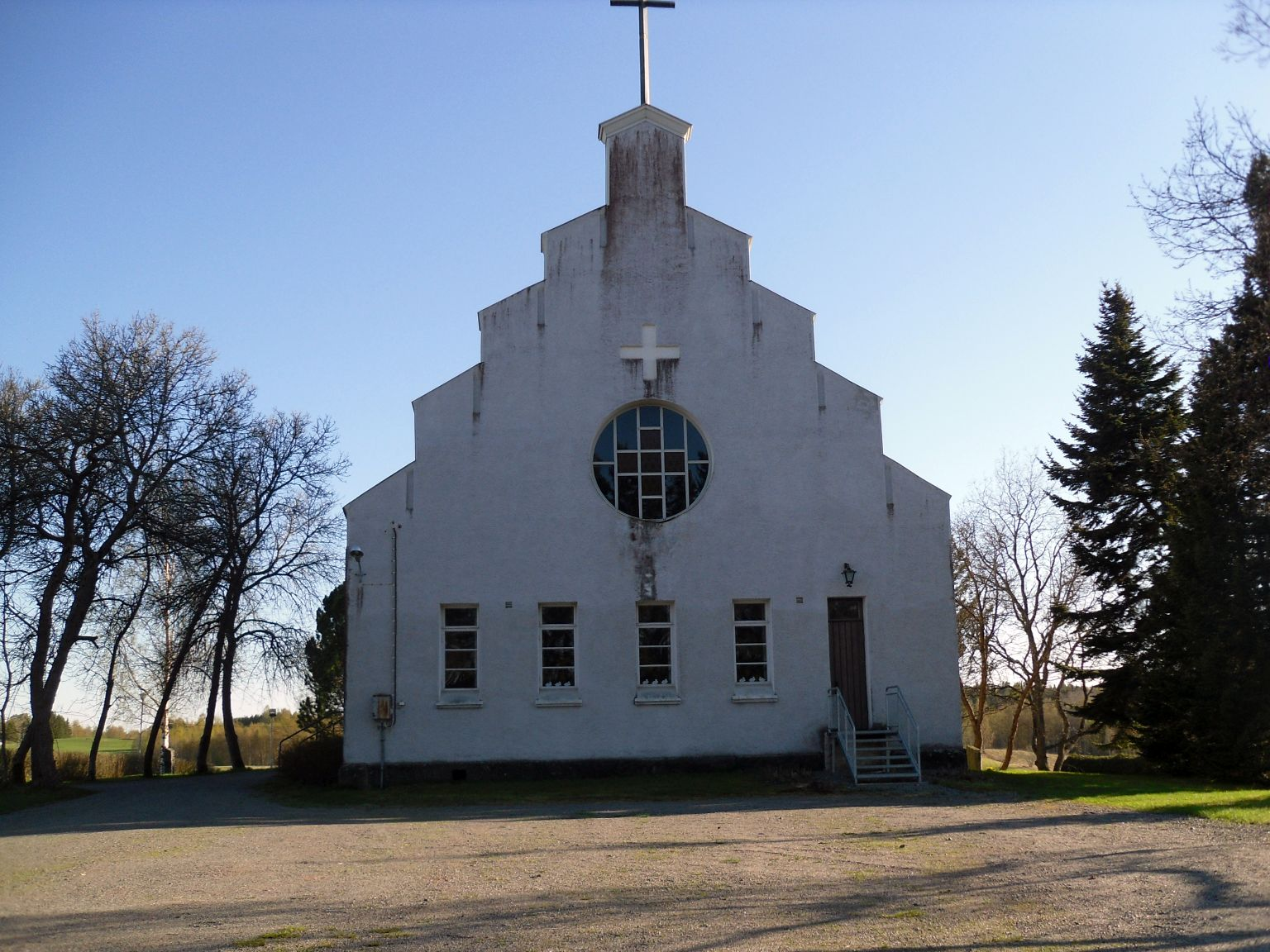
Eglise de Luhalahti.
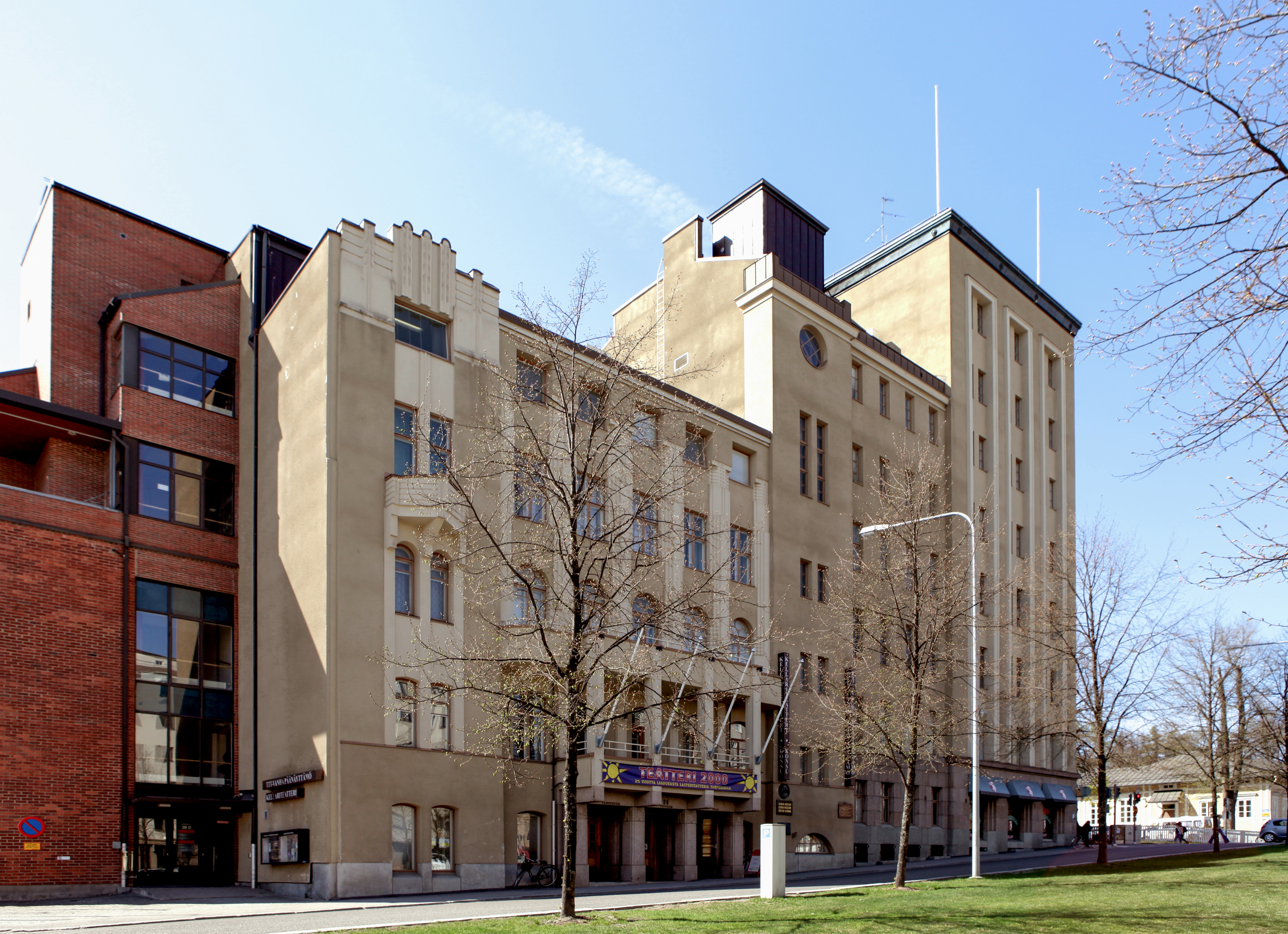
Maison des travailleurs.
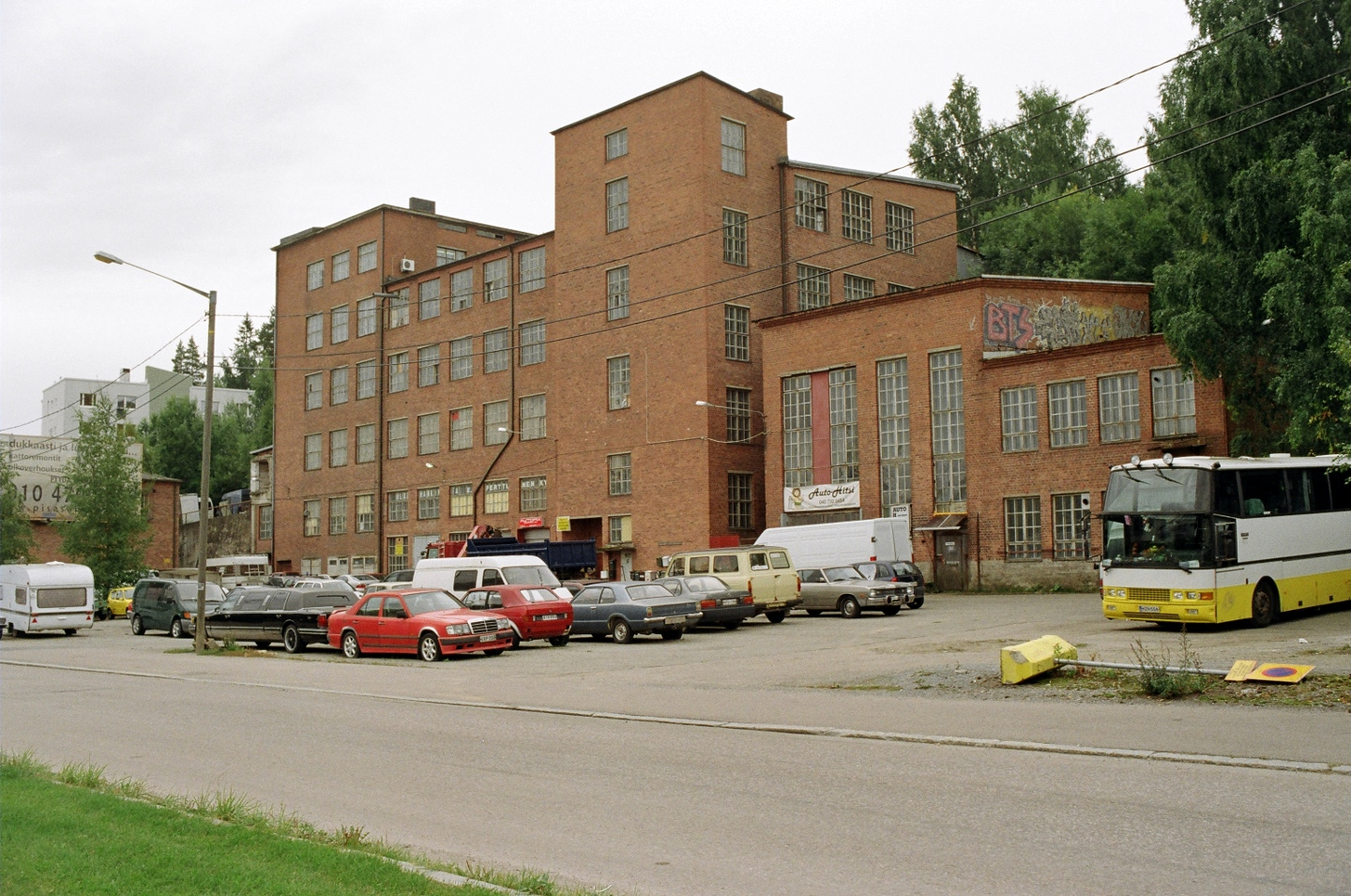
Ancienne fabrique de carton de Näsijärvi, Tampere.
Château d'eau de Pori.
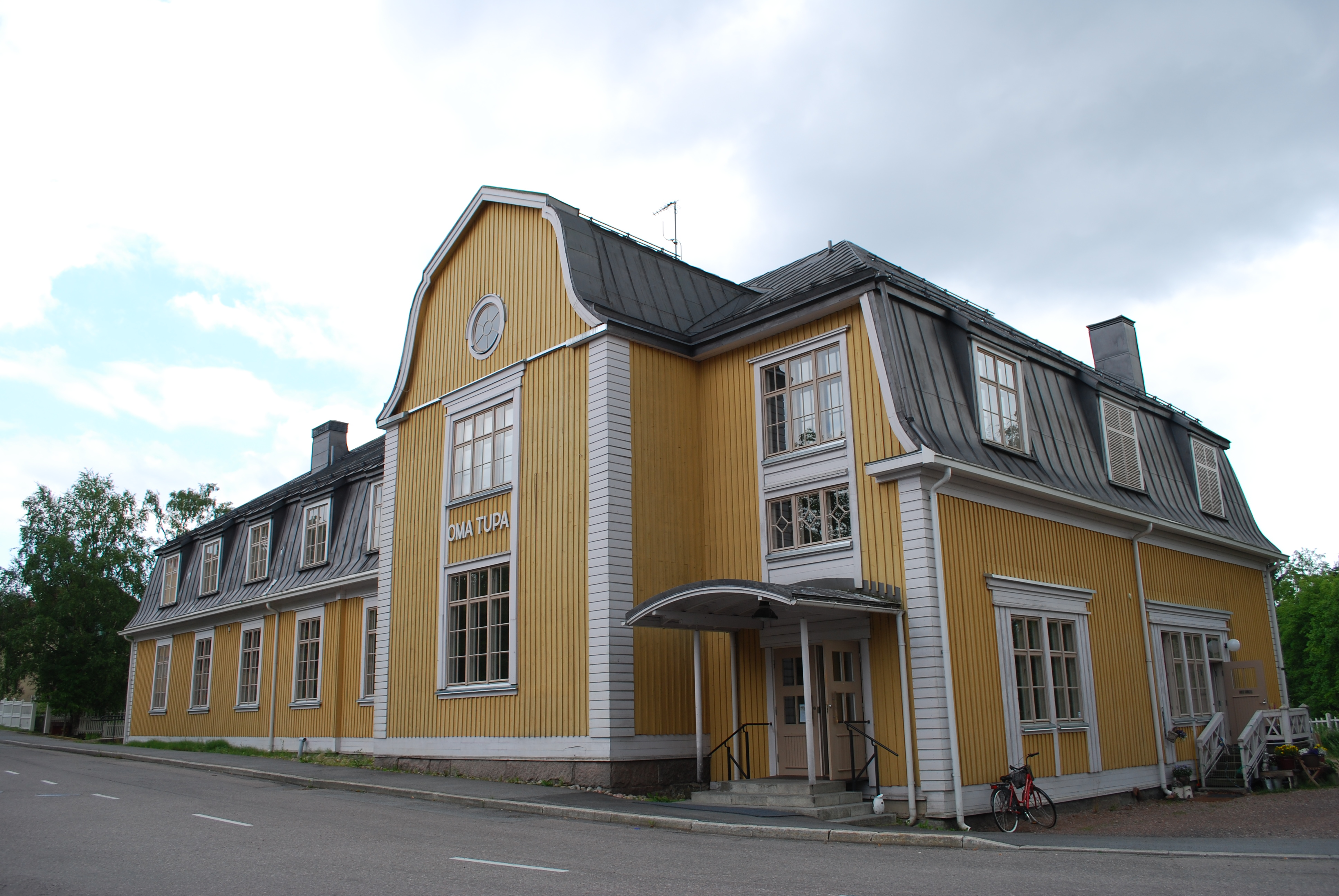
Oma tupa à Ikaalinen.